# Municipio de Symmes (condado de Hamilton)
El municipio de Symmes (en inglés: Symmes Township) es un municipio ubicado en el condado de Hamilton en el estado estadounidense de Ohio. En el año 2010 tenía una población de 14683 habitantes y una densidad poblacional de 654,86 personas por km².

## Geografía
El municipio de Symmes se encuentra ubicado en las coordenadas 39°15′28″N 84°18′12″O / 39.25778, -84.30333. Según la Oficina del Censo de los Estados Unidos, el municipio tiene una superficie total de 22.42 km², de la cual 21.79 km² corresponden a tierra firme y (2.83%) 0.63 km² es agua.

## Demografía
Según el censo de 2010, había 14683 personas residiendo en el municipio de Symmes. La densidad de población era de 654,86 hab./km². De los 14683 habitantes, el municipio de Symmes estaba compuesto por el 81.67% blancos, el 5.36% eran afroamericanos, el 0.12% eran amerindios, el 9.24% eran asiáticos, el 0.12% eran isleños del Pacífico, el 1.55% eran de otras razas y el 1.94% pertenecían a dos o más razas. Del total de la población el 3.98% eran hispanos o latinos de cualquier raza.